# Randallstown
Cet article possède un paronyme, voir Randalstown.
Randallstown est une census-designated place située dans le comté de Baltimore, dans l’État du Maryland, aux États-Unis. Lors du recensement de 2020, elle comptait 33 655 habitants.